# Jan and Dean
Jan & Dean est un duo américain de chanteurs rock des années 1950 et 1960, composé de William Jan Berry (né le 3 avril 1941, mort le 26 mars 2004) et Dean Torrence (né le 10 mars 1940).

## Historique

### Les débuts doo-wop 1957-1960
Jan Berry et Dean O. Torrence se sont rencontrés au milieu des années 1950 à la Emmerson Jr. High School, dans la banlieue ouest de Los Angeles. Ils deviennent vite amis et partent ensemble à l'University High School. Ils mènent alors la vie de jeunes Américains de la classe moyenne, partagés entre les voitures et l'équipe de football américain dans laquelle tous deux jouent. Ils forment un premier groupe avec des amis, The Barons, et reprennent les tubes doo-wop de l'époque, comme Get a Job des Silhouettes ou At the Hop de Danny & the Juniors.
En 1958, le show d'une strip-teaseuse inspire à Jan et Arnie, autre membre des Barons, une première chanson originale, Jenny Lee. Dean étant alors conscrit, Jan & Arnie enregistre le titre à Los Angeles. Le 45 tours connaît un succès inattendu et se classe n°3 aux États-Unis.
L'année suivante, Jan & Dean travaillent ensemble sur un nouveau titre, Baby Talk. En octobre 1959, le single est 7e et le groupe passe à l'émission de télévision American Bandstand. Il s'ensuit un album de doo-wop simplement intitulé Jan & Dean chez Dore Records. Plusieurs 45 tours sont extraits de l'album, mais aucun ne connaît un franc succès.
Jan & Dean signent successivement chez Challenge puis Liberty Records. Ils reprennent en 1961 et 1962 quelques classiques du doo-wop. Heart and Soul connaît un grand succès à Los Angeles et atteint la 25e place au niveau national. Linda est 28e ; la chanson présente des harmonies vocales et une musique plus élaborée que les titres précédents. La musique de Jan & Dean commence à offrir un son plus ample.

### Le virage surf, 1962-1966
En 1962, Jan & Dean se produisent lors d'un concert à la Hermosa Beach High School, non loin de Hawthorne. Ils jouent avec un tout jeune groupe local, The Beach Boys. Le succès est tel que les membres des deux formations se lient d'amitié et multiplient les concerts ensemble. Pour Jan & Dean, c'est un tournant, ils abandonnent le doo-wop pour le nouveau style qui fait fureur : la surf music. Leur nouvel album, sur lequel apparait Linda, est baptisé Jan & Dean Take Linda Surfing et comprend une reprise du Surfin' Safari des Beach Boys.
Brian Wilson, le leader des Beach Boys, leur propose alors une chanson qu'il vient d'écrire. Le 45 tours Surf City est le plus gros succès du groupe. En 1963, il atteint la 1re place du Billboard et le magazine désigne même la chanson comme le tube de l'année. C'est le sommet de la surf music (les Beach Boys sortent Surfin' U.S.A. et Surfer Girl la même année) et Surf City se vend à 1 250 000 exemplaires.
Le groupe sort plusieurs albums à succès, Drag City, The Little Old Lady from Pasadena, Popsicle... Les singles s'enchaînent sur les thèmes récurrents du surf et des voitures rapides. Little Old Lady from Pasadena devient n°3 et Dead Man's Curve est n°5. Jan & Dean est alors l'un des plus grands groupes américains, dont l'influence est essentielle dans le courant de la surf music. Ils enregistrent fin 1964 un album live, le Command Performance qui révèle l'ambiance hystérique que générait le duo californien.
En 1965-1966, Jan & Dean, toujours sous l'influence des Beach Boys et de Brian Wilson, s'engagent dans l'expérimentation musicale pop. Un nouvel album est en préparation, qui se voudrait proche de Pet Sounds. Mais le 12 avril 1966, Jan Berry est victime d'un grave accident de la route à bord de sa Stingray modèle 1966. Au bord de la mort, il survit dans le coma pendant plusieurs mois. À son réveil, son cerveau apparaît endommagé par l'accident. Jan & Dean n'est plus...
Dès les années 1970, la rééducation a permis à Jan Berry de retrouver une partie de son autonomie et le duo a donné quelques concerts-souvenirs, parfois avec les Beach Boys. Il meurt finalement en 2004.